# Artinii
Artinii (Arts in Intelligent Interaction) je technologická software platforma, která se zaměřuje na distribuci a následnou projekci filmů, či jiného audiovizuálního obsahu. Jejím cílem je především legální a bezpečné sdílení a promítání filmů a audiovizuálního obsahu na jakémkoliv možném místě. Díky platformě tak můžou různí organizátoři akcí, ale třeba také firmy, školy či jiné instituce, legálně promítat licencované filmy, a to nejen v kině, ale například i v kulturních centrech, improvizovaných autokinech, ve venkovních prostorech apod.
Artinii prostřednictvím vlastního přehrávače s ochrannými prvky (Artinii Cinema Player) distribuuje digitální obsah bez nutnosti fyzických médií, jako třeba DVD, Blu-ray či USB flash disc. Platforma je od základu navržena tak, aby plně chránila autorská práva. Společnost Artinii vytvořila vlastní šifrovaný formát videa (digitální soubor ART File), který integruje pokročilé vodoznaky. Tím společnost zajistila, že je obsah možný přehrávat pouze v přehrávači Artinii Cinema Player při spolehlivém výkonu i na standardním zařízení a především s plnou ochranou  od zdroje až po obrazovku.
Z iniciativy jejího zakladatele, Ctirada Hemelíka, vznikla již v roce 2014 společnost, která usnadňuje přístup k filmovým právům tzv. maloodběratelům. Artinii po několika letech existence působí v několika zemích světa.

## Úspěchy Artinii
Jedním z největších úspěchů Artinii je účast a prezentace na filmovém festivalu ve francouzském Cannes. Zde měli zástupci společnosti a jejich hosté samostatnou panelovou diskusi na téma "bezpečnost a technologie v kinematografii", a to v hlavním čase a na hlavním podiu. Tím se Artinii stala první českou společností, která na filmovém festivalu v Cannes byla na hlavním podiu.
Artini se mimo jiné zúčastnilo také přehlídky filmů Cannes Next, a to v letech 2021, 2022 a 2023.
V roce 2021 Artinii reprezentovalo český filmový trh na 7. ročníku Berlinale European Film Market.